# Літні Паралімпійські ігри
Літні Паралімпійські ігри — міжнародні змагання із літніх видів спорту, що проводяться кожних чотири роки під егідою Міжнародного Паралімпійського комітету в рамках Паралімпійського руху.
1976 року вперше були проведені дві окремі Паралімпіади — літня й зимова. До 1992 року Зимові Паралімпійські ігри проходили того ж календарного року, що й Літні Паралімпійські ігри. Починаючи з 1994 року зимові Паралімпіади проходять у проміжку між двома літніми Паралімпіадами.

## Літні види спорту

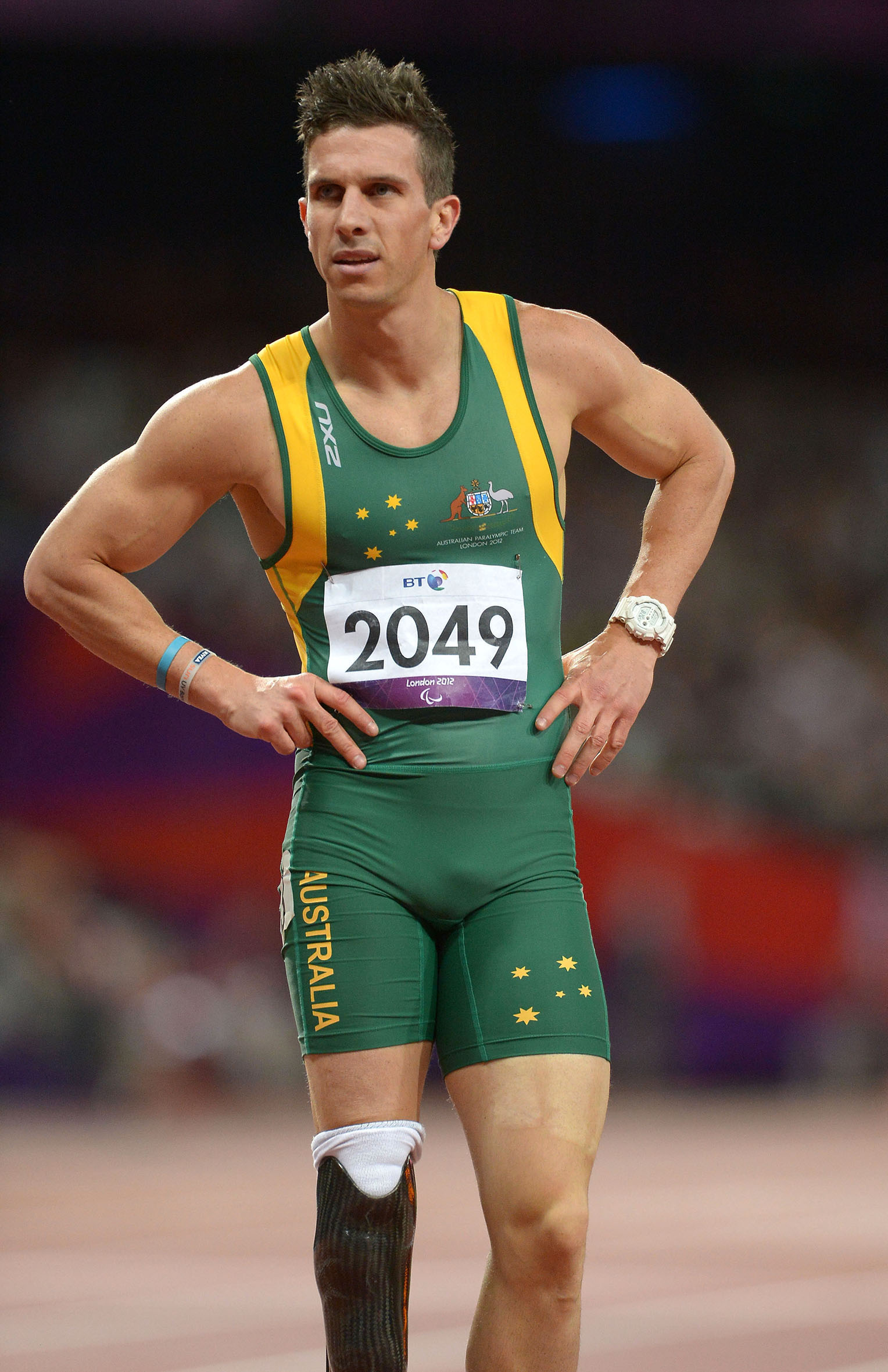
Австралійський легкоатлет Джек Свіфт, 2012

- Стрільба з лука[2]
- Легка атлетика[3]
- Бочче
- Параканое
- Велоспорт
- Кінний спорт
- Футбол (5 x 5)
- Футбол (7 x 7)
- Голбол
- Дзюдо
- Паратріатлон
- Пауерліфтинг
- Гребля
- Вітрильний спорт
- Стрільба
- Плавання
- Настільний теніс
- Волейбол
- Баскетбол
- Фехтування
- Регбі
- Теніс

## Категорії спортсменів
МПК виділяє шість категорій інвалідності, що застосовуються як до літніх, так і зимових паралімпійських ігор. Спортсмени з однієї з цих категорій інвалідності здатні конкурувати у літніх або зимових Паралімпійських іграх, хоча і не в кожному виді спорту можна брати участь спортсменам з кожної з цих категорій інвалідності:
1. Часткова або повна втрата щонайменше однієї кінцівки.
2. Церебральний параліч. Беруть участь спортсмени з ушкодженнями головного мозку: наприклад церебральний параліч, черепно-мозкова травма, інсульт або аналогічна інвалідність.
3. Інтелектуальна інвалідність. Спортсмени зі значним порушенням інтелектуального функціонування та пов'язаними обмеженнями поведінки.
4. Інвалідні візки. Спортсмени з травмами спинного мозку та іншими порушеннями, які потребують для участі в змаганнях використання інвалідного візка.
5. Слабозорі. Спортсмени з порушеннями зору, починаючи від часткової втрати зору до повної сліпоти.
6. Інша інвалідність. Спортсмени з фізичними вадами, які не підпадають під строгі критерії однієї з перерахованих вище п'яти інших категорій, карликовість, розсіяний склероз або вроджені вади кінцівок.[4]

## Таблиця медалей

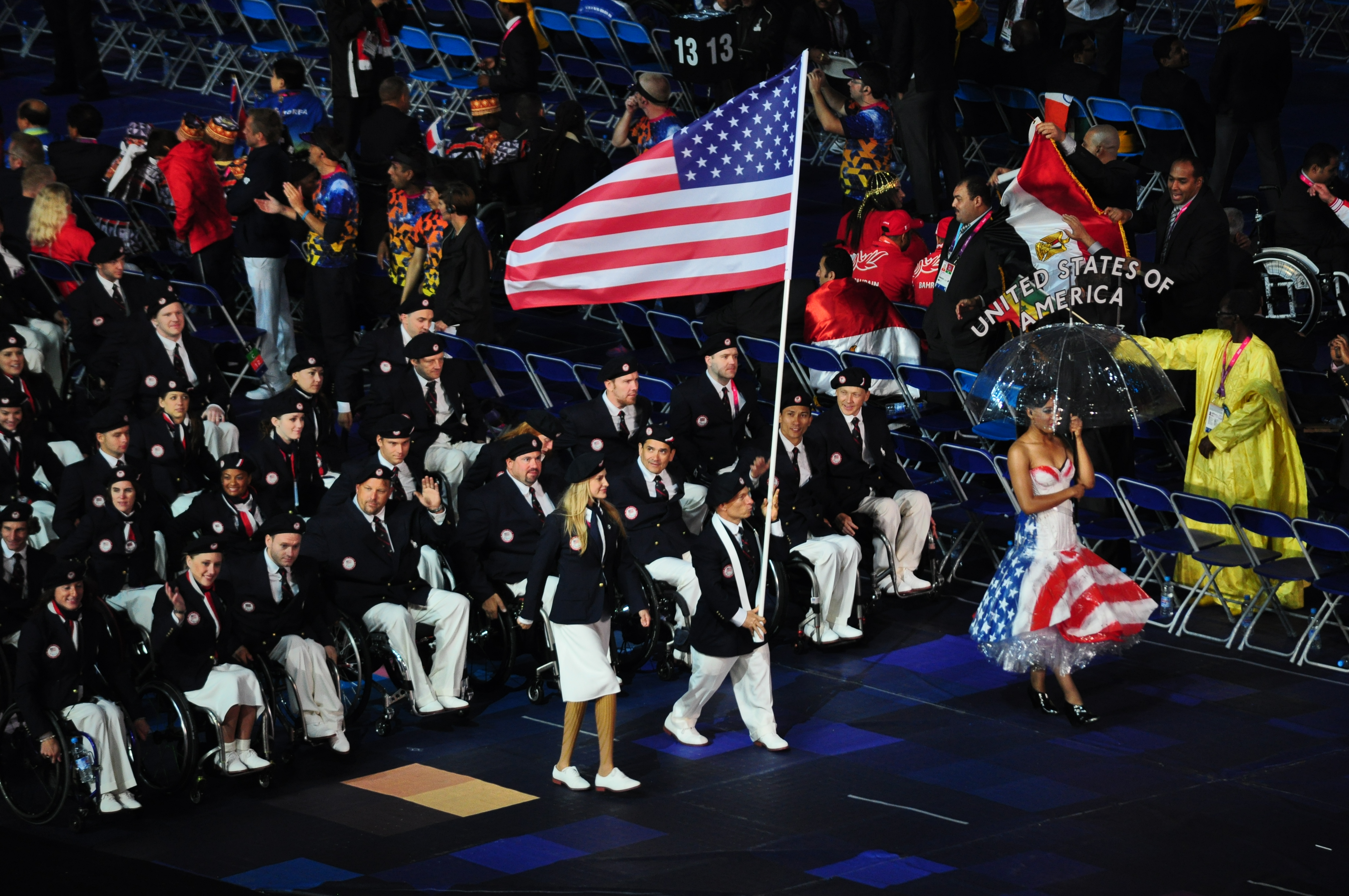
Збірна США. Літні Паралімпійські ігри 2012

| №  | Країна          | Ігри | Золото | Срібло | Бронза | Всього |
| -- | --------------- | ---- | ------ | ------ | ------ | ------ |
| 1  | США             | 16   | 808    | 736    | 739    | 2283   |
| 2  | Велика Британія | 16   | 667    | 662    | 624    | 1913   |
| 3  | Китай           | 10   | 535    | 400    | 302    | 1237   |
| 4  | Канада          | 14   | 398    | 339    | 346    | 1080   |
| 5  | Австралія       | 16   | 389    | 422    | 394    | 1205   |
| 6  | Франція         | 16   | 322    | 334    | 336    | 1002   |
| 7  | ФРН             | 8    | 319    | 262    | 244    | 825    |
| 8  | Нідерланди      | 16   | 289    | 250    | 234    | 773    |
| 9  | Польща          | 13   | 269    | 265    | 220    | 754    |
| 10 | Швеція          | 16   | 236    | 232    | 177    | 645    |
| 11 | Іспанія         | 14   | 221    | 235    | 241    | 697    |
| 12 | Німеччина       | 8    | 199    | 266    | 253    | 718    |
| 13 | Італія          | 16   | 181    | 224    | 226    | 665    |
| 14 | Україна         | 7    | 149    | 162    | 161    | 472    |
| 15 | Ізраїль         | 16   | 129    | 125    | 130    | 384    |

## Список ігор
| Ігри  | Рік  | Господар            | Націй | Спортсмени | Спортсмени | Спортсмени | Види спорту | Події   | Найбільше медалей |
| Ігри  | Рік  | Господар            | Націй | Всього     | Чоловіки   | Жінки      | Види спорту | Події   | Найбільше медалей |
| ----- | ---- | ------------------- | ----- | ---------- | ---------- | ---------- | ----------- | ------- | ----------------- |
| I     | 1960 | Рим                 | 23    | 400        |            |            | 8           | 57      | Італія            |
| II    | 1964 | Токіо               | 21    | 375        | 307        | 68         | 9           | 144     | США               |
| III   | 1968 | Тель-Авів           | 29    | 750        |            |            | 10          | 181     | США               |
| IV    | 1972 | Гейдельберг         | 41    | 1004       |            |            | 10          | 187     | ФРН               |
| V     | 1976 | Торонто             | 32    | 1657       | 1404       | 253        | 13          | 447     | США               |
| VI    | 1980 | Арнем               | 42    | 1973       |            |            | 12          | 489     | США               |
| VII   | 1984 | Нью-Йорк Мандевілль | 45 41 | 1800 1100  |            |            | 15 10       | 300 603 | США               |
| VIII  | 1988 | Сеул                | 61    | 3057       |            |            | 16          | 732     | США               |
| IX    | 1992 | Барселона та Мадрид | 82 75 | 3020 1600  |            |            | 20          | 555     | США               |
| X     | 1996 | Атланта             | 104   | 3259       | 2469       | 790        | 20          | 508     | США               |
| XI    | 2000 | Сідней              | 121   | 3881       | 2891       | 990        | 18          | 561     | Австралія         |
| XII   | 2004 | Афіни               | 136   | 3806       | 2646       | 1160       | 19          | 519     | Китай             |
| XIII  | 2008 | Пекін               | 146   | 3951       |            |            | 20          | 472     | Китай             |
| XIV   | 2012 | Лондон              | 164   | 4302       |            |            | 20          | 503     | Китай             |
| XV    | 2016 | Ріо-де-Жанейро      | 159   | 4342       |            |            | 22          | 528     | Китай             |
| XVI   | 2020 | Токіо, Японія       | 163   | 4520       |            |            | 22          | 539     | Китай             |
| XVII  | 2024 | Париж, Франція      |       |            |            |            | 22          | 549     |                   |
| XVIII | 2028 | Лос-Анджелес, США   |       |            |            |            |             |         |                   |

## Україна на Паралімпійських іграх

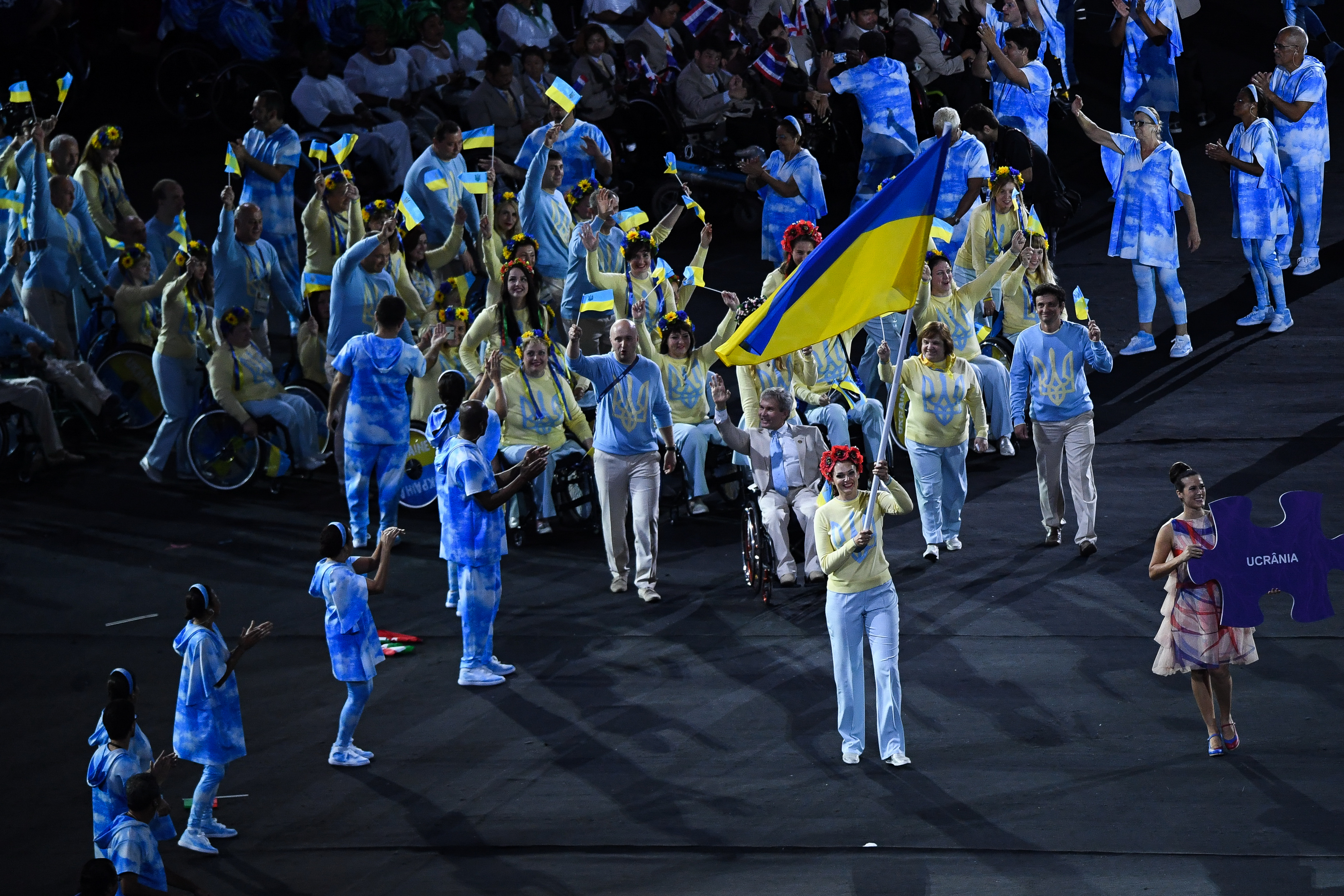
Прапороносець Маргарита Привалихіна очолює українську команду на відкриття Паралімпіади-2016

Медалі на літніх Паралімпійських іграх
| Ігри                | Золото | Срібло | Бронза | Загалом | Місце |
| 1996 Атланта        | 1      | 4      | 2      | 7       | 44    |
| 2000 Сідней         | 3      | 20     | 14     | 37      | 35    |
| 2004 Афіни          | 24     | 12     | 19     | 55      | 6     |
| 2008 Пекін          | 24     | 18     | 32     | 74      | 4     |
| 2012 Лондон         | 32     | 24     | 28     | 84      | 4     |
| 2016 Ріо-де-Жанейро | 41     | 37     | 39     | 117     | 3     |
| 2020 Токіо          | 24     | 47     | 27     | 98      | 6     |
| Загалом             | 149    | 181    | 161    | 472     |       |